# Alice DeeJay
Alice DeeJay és un grup neerlandès creat el 1999 per DJ Jurgen i integrat originalment per Judith Anna Pronk, Mila Levesque i Angelique Versnel. Es van donar a conèixer aquell mateix any gràcies al gran èxit internacional de la cançó Better Off Alone.
Inicialment, el grup va ser dirigit per Dj Jurgen, en coproducció amb Pronti (Sebastiaan Molijn), Kalmani (Eelke Kalberg), Danski (Born Dennis van den Driesschen), Delmundo (Wessel van Diepen) i la cantant Judith Pronk, a més de dues ballarines; Mila Lazar i Angelique Versnel.
El grup es va separar el 2002, però el 2014 van retornar sota el nom Alice DJ amb una nova vocalista. El 2021 van reaparèixer Judith, Mila i Angelique per anunciar el seu retorn a l'escena musical.

## Discografia

### Àlbums d'estudi
- 2000 Who Needs Guitars Anyway? (UK #8)

### Senzills
- 1999 "Better Off Alone" (UK #2) (US#27) (AUS #4)
- 1999 "Back In My Life" (UK #4)
- 2000 "Will I Ever" (UK #6)
- 2000 "The Lonely One" (UK #16)
- 2001 "Celebrate Our Love" (UK #17)
- 2010 "Rocket To Uranus (amb Vengaboys)"
- 2010 "Better Off Alone 2010"